# Musée d'Art de Shimane
Le musée d'art de Shimane (島根県立美術館, Shimane kenritsu bijutsukan) se trouve à Matsue dans la préfecture de Shimane. Inauguré en 1999, il a été construit de 1996 à 1998 sous la conduite de l'architecte Kiyonori Kikutake (菊竹清訓).

## Collections
Parmi les œuvres du musée d'art de Shimane sont représentés de nombreux artistes européens du XIXe et du début du XXe siècle,,, dont :

### Peinture
- Alexandre Cabanel, Portrait d'une jeune femme, 1886[1]
- Raphael Collin, Portrait de la jeune Élise, 1885[1]
- Fernand Cormon, Femme regardant la mer, 1882[1]
- Camille Corot, Passage en bateau, près de Douai, 1870-72[1]
- Gustave Courbet, La vague, 1868[1]
- Andre Derain, Martigues, 1907-1908[1]
- Gustave Doré, Paysage d’Écosse, 1881[1]
- Raoul Dufy, Fenêtre ouverte à Nice, 1949[1]
- Paul Gauguin, Abreuvoir, 1886[1]
- Albert Marquet, Bateau rouge, Audierne, 1928[1]
- Luc-Olivier Merson, Le repos pendant la fuite en Égypte, 1880[1]
- Claude Monet, L'Aiguille et la Porte d’Aval, 1886[1]
- Pierre Puvis de Chavannes, L'Enfance de sainte Geneviève, ca 1875[1]
- Paul Signac, Rotterdam, les fumées, 1906[1]
- Alfred Sisley, Boating, 1877[1]
- Maurice de Vlaminck,　Bateau sur la rivière à Chatou, 1909[1]

### Sculpture
- Antoine Bourdelle, Pénélope, 1912 Bronze[2]
- Auguste Rodin, Monument à Victor Hugo, 1897 Bronze[2]

### Photographie
- Eugène Atget, Sign of Golden Lion, 16 rue Volta, 1900[3]
- Julia Margaret Cameron, Florence, 1872[3]
- Bernard Faucon, Summer Vacation - The Banquet, 1978[3]
- Gustave Le Gray, Raging Waves, 1856-59[3]
- Charles Marville, Former City Hall, Facade, ca 1871[3]
- Nadar, Charles Baudelaire, 1856[3]